# King’s Quest
King’s Quest (с англ. — «Королевское приключение») — серия приключенческих фэнтезийных компьютерных игр от компании Sierra Entertainment. Первая часть игры — Quest for the Crown, выпущенная в 1984 году, стала первым цветным графическим компьютерным квестом с музыкой, принеся компании успех и репутацию. Роберта Уильямс, соосновательница Sierra, разработала дизайн всех игр серии King’s Quest.
King’s Quest описывает историю королевской семьи в вымышленном государстве Дэвентри (Daventry) через испытания и приключения, выпадающие на долю членов семьи. Эта история охватывает три поколения и несколько соседних с Дэвентри стран, а также знакомит игрока с персонажами из европейского фольклора и мифологии.

## Игры

### Оригинальные игры главной серии
- King’s Quest: Quest for the Crown (1984, дополненная SCI версия была издана в 1990 году)
- King’s Quest II: Romancing the Throne (1985)
- King’s Quest III: To Heir Is Human (1986)
- King’s Quest IV: The Perils of Rosella (1988)
- King’s Quest V: Absence Makes the Heart Go Yonder! (1990)
- King’s Quest VI: Heir Today, Gone Tomorrow (1992)
- King’s Quest VII: The Princeless Bride (1994)
- King’s Quest: Mask of Eternity (1998)
- King’s Quest (2015)

### Переиздание 2006 года
В сентябре 2006 года Vivendi Universal выпустила King’s Quest Collection, собрание на двух компакт-дисках для Windows 2000/XP, охватывающее игры с 1 по 7-ю части. Вместо того чтобы портировать игры на платформу Windows, это издание использует оригинальные, неизменённые версии, запускаемые с помощью эмулятора DosBox. Используя DosBox и дополнительные настройки, игры также можно запускать и на других платформах.

### Любительские разработки
- King’s Quest I VGA, неофициальный модернизированный ремейк King’s Quest I от AGD Interactive (бывшая «Tierra Entertainment»).
- King’s Quest II+: Romancing the Stones, неофициальный модернизированный ремейк King’s Quest II от AGD Interactive.
- King’s Quest 2 ¼: Breast Intentions — приключения Валанис (Valanice), разыскивающей похищенного сына. Игра использует классическую AGI систему[1].
- King’s Quest III, неофициальный модернизированный ремейк King’s Quest III от Infamous Adventures.
- King's Quest IV: The Perils of Rosella, любительский ремейк King’s Quest IV от Magic Mirror Games.
- King’s Quest V — The Text Adventure, неофициальный ремейк King’s Quest V, выполненный в виде текстовой приключенческой игры, от Стива Лингла[2].
- The Silver Lining (изначально King’s Quest IX: Every Cloak Has a Silver Lining) от «Phoenix Online Studios».

## Пародии
- Майк и Мэтт Чепмен, создатели Homestar Runner серии мультфильмов и игр, создали игру известную как Крестьянский Квест, главным образом основанную на сюжете King’s Quest I.
- В Return to Zork Graham появляется в качестве камео слепым стрельцом, которому игрок должен дать молоко, чтобы вылечить его слепоту.